# Envejecimiento del cerebro
El envejecimiento del cerebro es un proceso de transformación del cerebro en la vejez, que incluye los cambios que experimentan todos los individuos y los de la enfermedad (incluida la enfermedad no reconocida). Suele referirse a los seres humanos.
Dado que la prolongación de la vida sólo es pertinente si va acompañada de una prolongación de la duración de la salud y, lo que es más importante, de la preservación de la salud cerebral y la cognición, encontrar enfoques rejuvenecedores que actúen simultáneamente en los tejidos periféricos y en la función cerebral es una estrategia clave para el desarrollo de la tecnología rejuvenecedora.
El envejecimiento es uno de los principales factores de riesgo de las enfermedades neurodegenerativas más comunes, como el deterioro cognitivo leve, las demencias incluida la enfermedad de Alzheimer, la enfermedad cerebrovascular, la enfermedad de Parkinson y la enfermedad de Lou Gehrig.Mientras que muchas investigaciones se han centrado en las enfermedades del envejecimiento, hay pocos estudios informativos sobre la biología molecular del cerebro envejecido en ausencia de enfermedades neurodegenerativas o del perfil neuropsicológico de los adultos mayores sanos. Sin embargo, las investigaciones sugieren que el proceso de envejecimiento está asociado a varios cambios estructurales, químicos y funcionales en el cerebro, así como a una serie de cambios neurocognitivos. Informes recientes en organismos modelo sugieren que, a medida que los organismos envejecen, se producen cambios distintivos en la expresión de genes a nivel de neurona única.  Esta página es un resumen de los cambios asociados al envejecimiento del cerebro humano, incluido el envejecimiento sin enfermedades concomitantes.

## Cambios estructurales

Cerebro humano en el plano sagital.

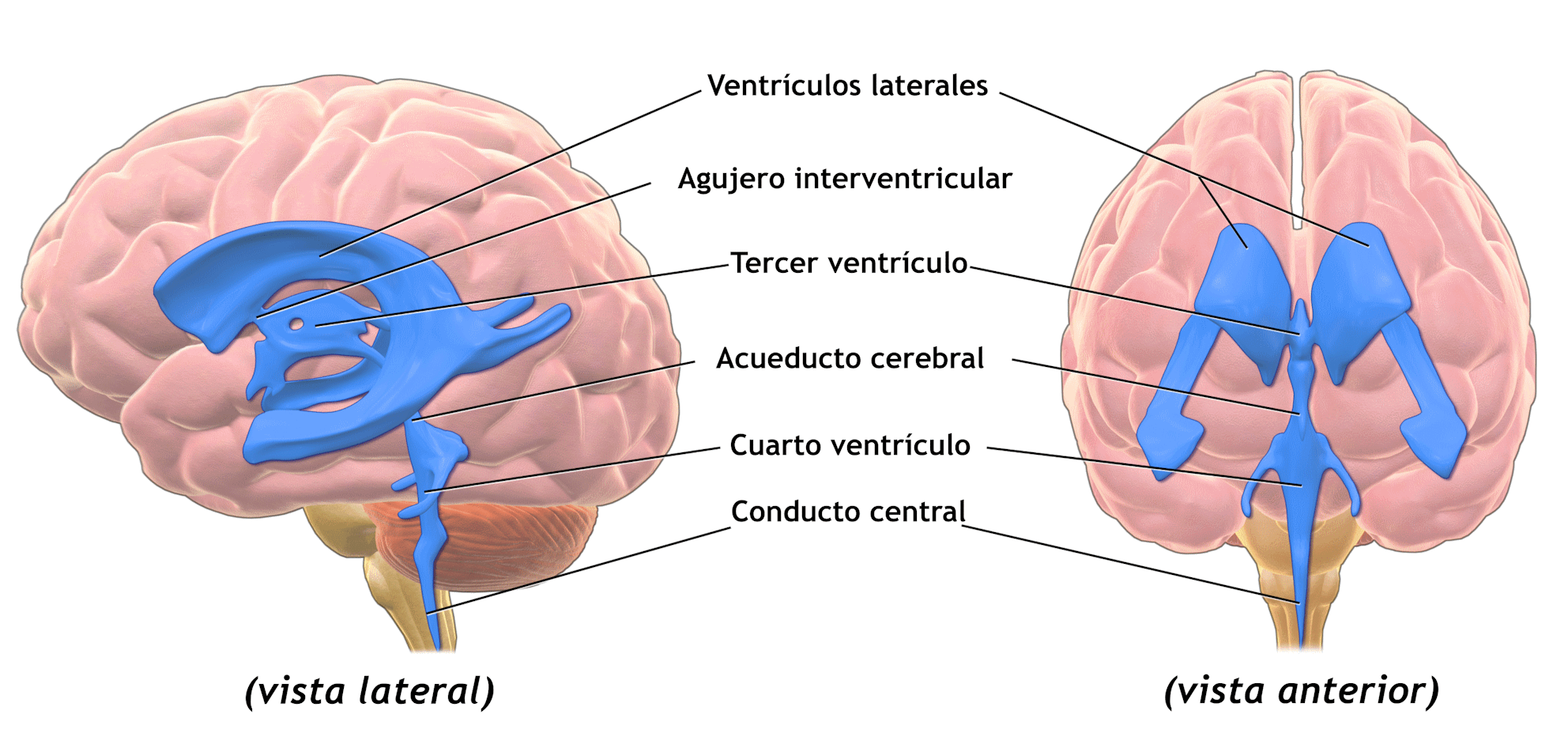
Ventrículos del cerebro

El envejecimiento conlleva muchos cambios físicos, biológicos, químicos y psicológicos, y el cerebro no es una excepción a este fenómeno. Estos diversos cambios han intentado ser cartografiados por modelos conceptuales como la Teoría del Andamiaje del Envejecimiento y la Cognición (STAC) en 2009. El modelo STAC tiene en cuenta factores como los cambios neuronales en la sustancia blanca, el agotamiento de la dopamina, el encogimiento y el adelgazamiento cortical. Las tomografías computarizadas han revelado que los ventrículos cerebrales se dilatan con la edad. Estudios de IRM más recientes han informado de disminuciones regionales del volumen cerebral relacionadas con la edad.La reducción del volumen regional no es uniforme; algunas regiones cerebrales se encogen a un ritmo de hasta el 1% anual, mientras que otras permanecen relativamente estables hasta el final de la vida.El cerebro es muy complejo y está compuesto por muchas zonas y tipos de tejido o materia diferentes. Las diferentes funciones de los distintos tejidos del cerebro pueden ser más o menos susceptibles a los cambios inducidos por la edad.La materia cerebral puede clasificarse en materia gris o materia blanca. La materia gris está formada por los cuerpos celulares de la corteza y los núcleos subcorticales. La materia blanca está formada por axones mielinizados densamente empaquetados que conectan las neuronas entre sí y con la periferia.

### Pérdida de circuitos neuronales y plasticidad cerebral.
La plasticidad cerebral se refiere a la capacidad del cerebro para cambiar de estructura y función. Esto enlaza con la frase común "si no lo usas, lo pierdes", que es otra forma de decir que si no lo usas, tu cerebro le dedicará menos espacio somatotópico. Un mecanismo propuesto para los déficits de plasticidad relacionados con la edad observados en animales es el resultado de alteraciones inducidas por la edad en la regulación del calcio.Los cambios en las capacidades del organismo para manejar el calcio influirán en última instancia en el disparo neuronal y en la capacidad para propagar potenciales de acción, lo que a su vez afectaría a la capacidad del cerebro para alterar su estructura o función (es decir, su naturaleza plástica). Debido a la complejidad del cerebro, con todas sus estructuras y funciones, es lógico suponer que algunas zonas serían más vulnerables al envejecimiento que otras. Dos circuitos dignos de mención son el hipocampal y el neocortical.Se ha sugerido que el deterioro cognitivo relacionado con la edad se debe en parte no a la muerte neuronal, sino a alteraciones sinápticas. También se ha sugerido que este déficit cognitivo se debe a factores funcionales y bioquímicos, como cambios en la actividad enzimática, los mensajeros químicos o la expresión génica en los circuitos corticales.

### Adelgazamiento de la corteza
Los avances en la tecnología de resonancia magnética han proporcionado la capacidad de ver la estructura cerebral con gran detalle de forma fácil y no invasiva in vivo. Bartzokis et al., han observado que el volumen de materia gris disminuye entre la edad adulta y la vejez, mientras que el volumen de materia blanca aumenta a partir de los 19-40 años y disminuye después de esa edad.Los estudios que utilizan la morfometría basada en vóxeles han identificado zonas como la ínsula y el giro parietal superior como especialmente vulnerables a las pérdidas de materia gris relacionadas con la edad en los adultos mayores. Sowell et al., informaron de que las primeras 6 décadas de la vida de un individuo se correlacionaban con las disminuciones más rápidas de la densidad de materia gris, y esto ocurría en los lóbulos dorsal, frontal y parietal, tanto en las superficies cerebrales interhemisféricas como en las laterales. También cabe destacar que zonas como el giro cingulado y el córtex occipital que rodea el surco calcarino parecen estar exentas de esta disminución de la densidad de materia gris con el paso del tiempo.Los efectos de la edad sobre la densidad de materia gris en el córtex temporal posterior aparecen de forma más predominante en el hemisferio izquierdo que en el derecho, y se limitaron a los córtex posteriores del lenguaje. Algunas funciones del lenguaje, como la recuperación y producción de palabras, se localizan en las cortezas lingüísticas más anteriores y se deterioran con la edad. Sowell et al. también informaron de que estas cortezas lingüísticas anteriores maduraban y se deterioraban antes que las cortezas lingüísticas posteriores.También se ha observado que la anchura del surco no sólo aumenta con la edad,sino también con el deterioro cognitivo en los ancianos.

### Morfología y microestructura.
La disminución del volumen de materia gris relacionada con la edad fue la que más contribuyó a los cambios en el volumen cerebral. Además, parece disminuir la densidad neuronal, se altera la microestructura de la sustancia blanca y se altera el metabolismo energético en el cerebelo.La atrofia cortical general se produce con el envejecimiento y, por ejemplo, el volumen del núcleo caudado parece disminuir. 

### Morfología neuronal relacionada con la edad.
Hay pruebas convergentes de neurocientíficos cognitivos de todo el mundo de que los déficits cognitivos inducidos por la edad pueden no deberse a la pérdida neuronal o a la muerte celular, sino más bien ser el resultado de pequeños cambios específicos de la región en la morfología de las neuronas. Los estudios de Duan et al. han demostrado que las dendritas de las neuronas piramidales corticales disminuyen en tamaño y/o número en regiones y capas específicas del córtex de primates humanos y no humanos como consecuencia de la edad (Duan et al., 2003; morph). Se ha descrito una disminución del 46% en el número y la densidad de espinas en humanos mayores de 50 años en comparación con individuos más jóvenes.Un estudio de microscopía electrónica en monos informó de una pérdida del 50% de espinas en los penachos dendríticos apicales de las células piramidales de la corteza prefrontal de animales viejos (27-32 años) en comparación con los jóvenes (6-9 años).

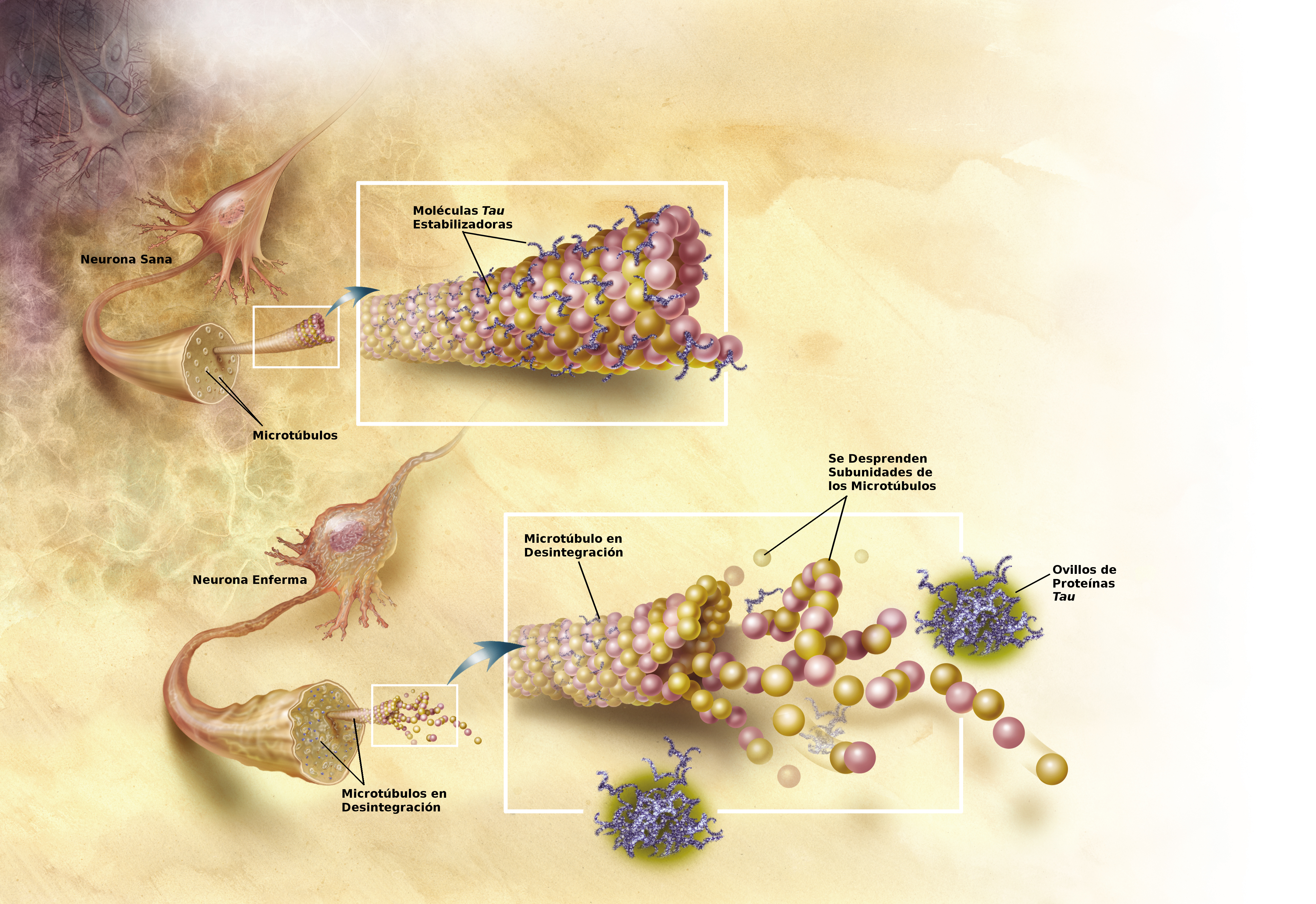
Los trastornos de la proteína tau provocan la destrucción de los microtúbulos y la formación de ovillos neurofibrilares.

Las neuropatologías relacionadas con la edad, como la enfermedad de Alzheimer, la enfermedad de Parkinson, la diabetes, la hipertensión y la arteriosclerosis, dificultan distinguir los patrones normales del envejecimiento.Una de las diferencias importantes entre el envejecimiento normal y el patológico es la localización de los ovillos neurofibrilares. Los ovillos neurofibrilares se componen de filamentos helicoidales apareados (PHF). En el envejecimiento normal, sin demencia, el número de ovillos en cada cuerpo celular afectado es relativamente bajo y está restringido al núcleo olfatorio, la circunvolución parahipocámpica, la amígdala y la corteza entorrinal. A medida que el individuo no demente envejece, hay un aumento general en la densidad de los ovillos, pero no hay una diferencia significativa en el lugar donde se encuentran los ovillos.
El otro contribuyente neurodegenerativo principal que se encuentra comúnmente en el cerebro de pacientes con EA son las placas amiloides. Sin embargo, a diferencia de los ovillos, no se ha descubierto que las placas sean una característica constante del envejecimiento normal.

### Papel del estrés oxidativo
El deterioro cognitivo se ha atribuido al estrés oxidativo, las reacciones inflamatorias y los cambios en la microvasculatura cerebral.Se desconoce el impacto exacto de cada uno de estos mecanismos en el envejecimiento cognitivo. El estrés oxidativo es el factor de riesgo más controlable y el que mejor se conoce. El diccionario médico Merriam-Webster en línea define el estrés oxidativo como "el estrés fisiológico del organismo causado por el daño acumulado provocado por los radicales libres, neutralizados de forma inadecuada por los antioxidantes, y que se considera asociado al envejecimiento".Por lo tanto, el estrés oxidativo es el daño causado a las células por los radicales libres liberados en el proceso de oxidación.
En comparación con otros tejidos del cuerpo, el cerebro se considera inusualmente sensible al daño oxidativo. El aumento del daño oxidativo se ha asociado a enfermedades neurodegenerativas, deterioro cognitivo leve y diferencias individuales en la cognición de ancianos sanos. En el "envejecimiento normal", el cerebro sufre estrés oxidativo de múltiples formas. Los principales contribuyentes incluyen la oxidación de proteínas, la peroxidación de lípidos y las modificaciones oxidativas en el ADN nuclear y mitocondrial.El estrés oxidativo puede dañar la replicación del ADN e inhibir la reparación a través de muchos procesos complejos, incluido el acortamiento de los telómeros en los componentes del ADN. Cada vez que una célula somática se replica, el componente telomérico del ADN se acorta. Como la longitud de los telómeros es en parte heredable, existen diferencias individuales en la edad de aparición del deterioro cognitivo.

### Daño en el ADN
Al menos 25 estudios han demostrado que el daño en el ADN se acumula con la edad en el cerebro de los mamíferos. Este daño del ADN incluye el nucleósido oxidado 8-hidroxi-deoxiguanosina (8-OHdG), roturas de una y dos cadenas, enlaces cruzados ADN-proteína y aductos de malondialdehído (revisado en Bernstein et al.). En el cerebro del ratón, la rata, el jerbo, el conejo, el perro y el ser humano se ha observado un aumento del daño en el ADN con la edad. Las ratas jóvenes de 4 días tienen unas 3.000 roturas de cadena simple y 156 roturas de cadena doble por neurona, mientras que en las ratas de más de 2 años el nivel de daño aumenta hasta unas 7.400 roturas de cadena simple y 600 roturas de cadena doble por neurona.
Lu y col. estudiaron los perfiles transcripcionales de la corteza frontal humana de individuos de entre 26 y 106 años de edad. Esto llevó a la identificación de un conjunto de genes cuya expresión se alteraba después de los 40 años. Descubrieron además que las secuencias promotoras de estos genes particulares acumulaban daño oxidativo en el ADN, incluido el 8-OHdG, con la edad (ver Teoría del envejecimiento del daño en el ADN ). Llegaron a la conclusión de que los daños en el ADN pueden reducir la expresión de genes selectivamente vulnerables implicados en el aprendizaje, la memoria y la supervivencia neuronal, iniciando un patrón de envejecimiento cerebral que comienza pronto en la vida.

## Sistema inmunológico y fluidos.
La permeabilidad de la barrera hematoencefálica, la neuroinflamación y la neurodegeneración, y la inflamación crónica sistémica inducida por la microbiota intestinal parecen estar relacionadas e interactuar con el envejecimiento, por ejemplo, ya que la homeostasis de la microbiota intestinal podría verse alterada con el aumento de la edad. Según una revisión, los cambios neuroinflamatorios, "incluida la activación microglial y la producción de citoquinas inflamatorias ", ocurren con el envejecimiento normal. 

### Fluidos
Se ha demostrado que el flujo sanguíneo cerebral disminuye entre un 0,3 y un 0,5% al año en el envejecimiento sano. El buen funcionamiento del sistema glinfático, que se encarga de la eliminación de residuos, puede ser importante para mantener la salud del cerebro, y su eficacia de transporte parece disminuir con el envejecimiento.Se ha demostrado que los factores circulatorios modulan el envejecimiento y rejuvenecen el cerebro. 

Principales vías de dopamina.
Como parte de la vía de recompensa, la dopamina se fabrica en los cuerpos de las células nerviosas ubicadas dentro del VTA y se libera en el núcleo accumbens y la corteza prefrontal. Las funciones motoras de la dopamina están vinculadas a una vía separada, con cuerpos celulares en la sustancia negra que fabrican y liberan dopamina en el cuerpo estriado.

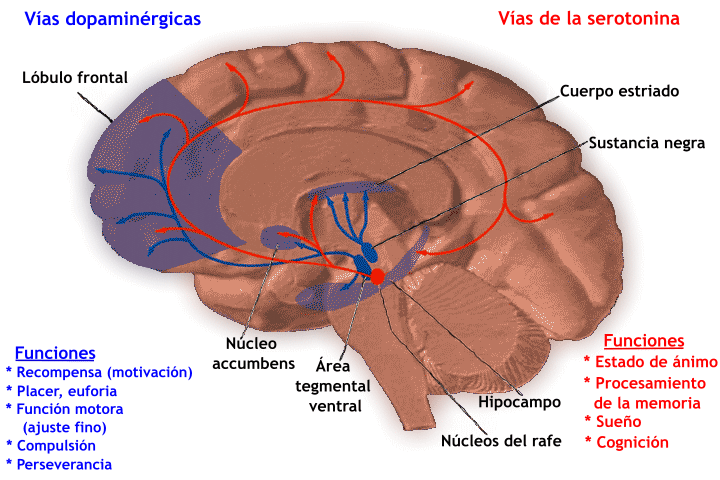
Funciones y vías de la dopamina y la serotonina.

Además de los cambios estructurales que sufre el cerebro con la edad, el proceso de envejecimiento también implica una amplia gama de cambios bioquímicos. Más específicamente, las neuronas se comunican entre sí a través de mensajeros químicos especializados llamados neurotransmisores. Varios estudios han identificado varios de estos neurotransmisores, así como sus receptores, que muestran una marcada alteración en diferentes regiones del cerebro como parte del proceso normal de envejecimiento.

### Dopamina
Una abrumadora cantidad de estudios han informado de cambios relacionados con la edad en la síntesis de la dopamina, los sitios de unión y la cantidad de receptores. Los estudios que utilizan tomografía por emisión de positrones (PET) en seres humanos vivos han demostrado una disminución significativa relacionada con la edad en la síntesis de dopamina, especialmente en las regiones estriada y extraestriatal (excluyendo el mesencéfalo ). También se han informado  de ampliamente disminuciones significativas relacionadas con la edad en los receptores de dopamina D1, D2 y D3 . Se ha demostrado una disminución general de los receptores D1 y D2, y más específicamente una disminución de la unión de los receptores D1 y D2 en el núcleo caudado y el putamen . También se ha demostrado que con la edad se produce una disminución general de la densidad del receptor D1. Se detectaron disminuciones significativas relacionadas con la edad en los receptores de dopamina, D2 y D3 en la corteza cingulada anterior, la corteza frontal, la corteza temporal lateral, el hipocampo, la corteza temporal medial, la amígdala, el tálamo medial y el tálamo lateral. Un estudio también indicó una correlación inversa significativa entre la unión de dopamina en la corteza occipital y la edad.Los estudios post mortem también muestran que el número de receptores D1 y D2 disminuye con la edad tanto en el núcleo caudado como en el putamen, aunque la proporción de estos receptores no mostró cambios relacionados con la edad. Se cree que la pérdida de dopamina con la edad es la responsable de muchos síntomas neurológicos que aumentan en frecuencia con la edad, como la disminución del balanceo de los brazos y el aumento de la rigidez.Los cambios en los niveles de dopamina también pueden causar cambios en la flexibilidad cognitiva relacionados con la edad.

### Serotonina
También se ha demostrado que con la edad se produce una disminución de los niveles de diferentes receptores de serotonina y del transportador de serotonina (5-HTT). Los estudios realizados utilizando la PET en humanos, in vivo, muestran que los niveles del receptor 5-HT2 en el núcleo caudado, el putamen y la corteza cerebral frontal disminuyen con la edad. También se encontró una disminución de la capacidad de unión del receptor 5-HT2 en la corteza frontal, así como una disminución de la capacidad de unión del transportador de serotonina (5-HHT) en el tálamo y el mesencéfalo.Los estudios postmortem en humanos han señalado una disminución de la capacidad de unión de la serotonina y una disminución del número de receptores S1 en la corteza frontal y el hipocampo, así como una disminución de la afinidad en el putamen.

### Glutamato

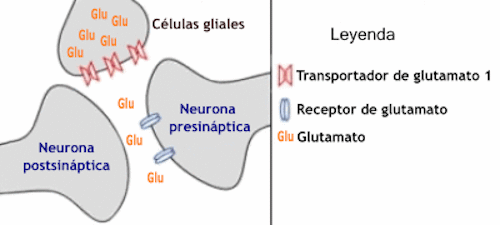
La expresión del transportador de glutamato 1 en las células gliales facilita la recaptación de glutamato y disminuye la concentración de glutamato extracelular

El glutamato es otro neurotransmisor que tiende a disminuir con la edad. Los estudios han demostrado que los sujetos mayores tienen una menor concentración de glutamato en la corteza motora en comparación con los sujetos más jóvenes. También se ha observado una disminución significativa relacionada con la edad, especialmente en la sustancia gris parietal, los ganglios basales y, en menor grado, la sustancia blanca frontal . Aunque estos niveles se estudiaron en el cerebro humano normal, las regiones de los ganglios parietales y basales se ven afectadas a menudo en enfermedades cerebrales degenerativas asociadas con el envejecimiento y, por lo tanto, se ha sugerido que el glutamato cerebral puede ser útil como marcador de enfermedades cerebrales afectadas por el envejecimiento. .

## Cambios neuropsicológicos

### Cambios en la orientación
La orientación se define como la conciencia de uno mismo en relación con el entornoA menudo, la orientación se examina distinguiendo si una persona tiene un sentido del tiempo, el lugar y la persona. Los déficits de orientación son uno de los síntomas más comunes de las enfermedades cerebrales, de ahí que las pruebas de orientación se incluyan en casi todas las evaluaciones médicas y neuropsicológicas. Si bien la investigación se ha centrado principalmente en los niveles de orientación entre las poblaciones clínicas, un pequeño número de estudios ha examinado si existe una disminución normal en la orientación entre los adultos mayores sanos. Los resultados han sido poco concluyentes. Algunos estudios sugieren que la orientación no disminuye a lo largo de la vida. Por ejemplo, en un estudio, el 92% de los adultos mayores normales (65 a 84 años) presentaban una orientación perfecta o casi perfecta.Sin embargo, algunos datos sugieren que cambios leves de orientación pueden ser una parte normal del envejecimiento. Por ejemplo, Sweet y sus colegas concluyeron que "las personas mayores con una memoria normal y saludable pueden tener dificultades leves de orientación. Por el contrario, las personas más jóvenes con memoria normal prácticamente no tienen problemas de orientación" (p. 505). Entonces, aunque las investigaciones actuales sugieren que el envejecimiento normal no suele estar asociado con una disminución significativa de la orientación, las dificultades leves pueden ser parte del envejecimiento normal y no necesariamente un signo de una patología particular.

### Cambios en la atención
Muchos adultos mayores notan una disminución en su capacidad de atención. La atención se refiere a "la capacidad cognitiva que nos permite lidiar con las limitaciones de procesamiento inherentes del cerebro humano mediante la selección de información para su posterior procesamiento". Dado que el cerebro humano tiene recursos limitados, las personas utilizan su atención para concentrarse en estímulos específicos y bloquear otros.
Si los adultos mayores tienen menos recursos de atención que los adultos más jóvenes, esperaríamos que cuando se deben realizar dos tareas al mismo tiempo, el rendimiento de los adultos mayores disminuya más que el de los adultos más jóvenes. Sin embargo, una amplia revisión de estudios sobre cognición y envejecimiento sugiere que esta hipótesis no ha sido totalmente respaldada. Si bien algunos estudios han encontrado que a los adultos mayores les resulta más difícil codificar y recuperar información cuando su atención está dividida, otros estudios no han encontrado diferencias significativas con los adultos más jóvenes. De manera similar, uno podría esperar que los adultos mayores obtengan malos resultados en tareas de atención sostenida, que miden la capacidad de atender y responder a estímulos durante un período prolongado de tiempo. Sin embargo, los estudios sugieren que la atención sostenida no disminuye con la edad. Los resultados sugieren que la atención sostenida aumenta en la edad adulta temprana y luego permanece relativamente estable, al menos hasta mediados de la octava década de la vida. Se necesita más investigación sobre cómo el envejecimiento normal afecta la atención después de los ochenta años.
Vale la pena señalar que existen otros factores además de las verdaderas capacidades de atención que podrían estar relacionados con la dificultad para prestar atención. Por ejemplo, es posible que los déficits sensoriales afecten a la capacidad de atención de los adultos mayores. En otras palabras, los problemas de audición o visión pueden hacer que a los adultos mayores les resulte más difícil desempeñarse bien en tareas de atención visual y verbal.

### Cambios en la memoria
Se han identificado muchos tipos diferentes de memoria en humanos, como la memoria declarativa (incluida la memoria episódica y la memoria semántica ), la memoria de trabajo, la memoria espacial y la memoria procedimental. Los estudios realizados han revelado que las funciones de la memoria, y más concretamente las asociadas al lóbulo temporal medial, son especialmente vulnerables al deterioro relacionado con la edad.Varios estudios que utilizan diversos métodos, como la histología, las imágenes estructurales, las imágenes funcionales y la unión de receptores, han aportado pruebas convergentes de que los lóbulos frontales y las vías dopaminérgicas frontoestriatales se ven especialmente afectados por los procesos relacionados con la edad que provocan cambios en la memoria.

### Cambios en el idioma
Los cambios en el rendimiento en tareas verbales, así como la localización, extensión e intensidad de la señal de los cambios en la señal BOLD medidos con RM funcional, varían en patrones predecibles con la edad. Por ejemplo, los cambios conductuales asociados a la edad incluyen el deterioro del rendimiento en tareas relacionadas con la recuperación de palabras, la comprensión de oraciones con grandes exigencias sintácticas y/o de memoria de trabajo, y la producción de dichas oraciones.

### Patrones de activación cerebral
La unión frontal inferior izquierda y el cuneus / precuneus anterior izquierdo fueron las únicas regiones de un conjunto más amplio de regiones asociadas a las funciones ejecutivas, que mostraron sistemáticamente diferencias de edad en la actividad cerebral.

### Cambios en la flexibilidad del aprendizaje y del comportamiento
El aprendizaje suele ser más eficaz en los niños y lleva más tiempo o resulta más difícil con la edad. Un estudio en el que se utilizaron neuroimágenes identificó la potenciación rápida del neurotransmisor GABA como una posible explicación-componente importante de por qué es así.
La flexibilidad conductual puede referirse a la adaptación eficaz y adecuada a diferentes situaciones y a las exigencias cambiantes del entorno, incluida la velocidad de adaptación, y a la capacidad de desarrollar soluciones a problemas nuevos o soluciones nuevas a problemas antiguos.Los estudios indican que el envejecimiento tardío, y/o las demencias tardías, disminuyen la flexibilidad conductual y perjudican la deliberación sobre los cursos de acción.

## Cambios genéticos
La variación de los efectos del envejecimiento entre individuos puede atribuirse tanto a factores genéticos como sanitarios y ambientales. Como en tantas otras disciplinas científicas, el debate entre naturaleza y crianza es un conflicto permanente en el campo de la neurociencia cognitiva.La búsqueda de factores genéticos siempre ha sido un aspecto importante a la hora de intentar comprender los procesos neuropatológicos. La investigación centrada en descubrir el componente genético en el desarrollo de la enfermedad autosómica dominante (EA) también ha contribuido en gran medida a la comprensión de la genética que subyace al envejecimiento normal o "no patológico".
Autosómica dominante (AD) - La autosómica dominante es un patrón de herencia característico de algunos trastornos genéticos. "Autosómico" significa que el gen en cuestión se encuentra en uno de los cromosomas numerados, o no sexuales. "Dominante" significa que una sola copia del gen mutado (de uno de los progenitores) es suficiente para causar el trastorno.
El cerebro humano muestra un declive en su función y un cambio en la expresión génica. Esta modulación en la expresión génica puede deberse al daño oxidativo del ADN en las regiones promotoras del genoma. Entre los genes que se regulan a la baja a partir de los 40 años se encuentran:
- GluR1 Subunidad del receptor AMPA
- Subunidad del receptor NMDA R2A (implicada en el aprendizaje)
- Subunidades del receptor GABA-A
- Genes implicados en la potenciación a largo plazo, por ejemplo, calmodulina 1 y CaM quinasa II alfa
- Genes de señalización del calcio
- Genes de plasticidad sináptica
- Genes de liberación y reciclaje de vesículas sinápticas

Los genes que se regulan al alza incluyen:
- Genes asociados con la respuesta al estrés y a la reparación del ADN
- Defensa antioxidante

## Medición

### Análisis de edad epigenética de regiones del cerebro.
El cerebelo es la región del cerebro (y probablemente la parte del cuerpo) más joven en los centenarios según un biomarcador epigenético de la edad del tejido conocido como reloj epigenético: es unos 15 años más joven de lo esperado en un centenario. Por el contrario, todas las regiones y células cerebrales parecen tener aproximadamente la misma edad epigenética en sujetos menores de 80 años Estos hallazgos sugieren que el cerebelo está mejor protegido de los efectos del envejecimiento, lo que a su vez podría explicar por qué el cerebelo exhibe menos características neuropatológicas de las demencias relacionadas con la edad en comparación con otras regiones del cerebro.

### Otro
Hay investigación y desarrollo de biomarcadores del envejecimiento, sistemas de detección y sistemas de software para medir la edad biológica del cerebro.  Por ejemplo, un software de aprendizaje profundo que utiliza imágenes anatómicas de resonancia magnética estimó la edad del cerebro con una precisión relativamente alta, incluida la detección de signos tempranos de la enfermedad de Alzheimer y diversos patrones neuroanatómicos del envejecimiento neurológico .

## Retrasar los efectos del envejecimiento
El estado actual de la tecnología biomédica no permite detener y revertir el envejecimiento. Sin embargo, es posible retrasar los efectos y la gravedad de sus síntomas. Si bien no existe un consenso sobre la eficacia, se informa que lo siguiente retrasa el deterioro cognitivo:
- Alto nivel de educación[20][69]
- Ejercicio físico[70][71][72]
- Mantenerse ocupado intelectualmente, es decir, leer y realizar actividades mentales (como crucigramas).[73][71]
- Mantener redes sociales y de amistad[74][71]
- Mantener una dieta saludable, que incluya ácidos grasos omega-3,[75][76][77] antioxidantes protectores[19] y, por ejemplo, alimentos que contienen flavonoles,[78] así como alimentos que contienen potencialmente antocianinas y flavanonas[79][80] como en los patrones de la dieta mediterránea en general[81][82]
- Limitar el estrés, dormir lo suficiente, controlar las deficiencias sensoriales, dejar de fumar, limitar el consumo de alcohol, proteger el cerebro, tratar los factores de riesgo cardiovascular[71]
- Evitar los medicamentos anticolinérgicos[71]
- Se están investigando varias estrategias farmacológicas, como la nicotinamida ribosida[72][83]
- Restricción calórica y ayuno intermitente[72] [cita requerida]
- El microbioma también juega un papel. Los científicos han demostrado que el trasplante de microbiota fecal de ratones donantes jóvenes a ratones receptores de edad avanzada rejuvenece sustancialmente los biomarcadores cerebrales de estos últimos,[84] complementando resultados similares de un estudio de 2020.[85] La dieta y otros factores influyen en el microbioma. Los probióticos como el de L. plantarum también pueden tener efectos relevantes.[86]

### Reserva cognitiva
La capacidad de un individuo de no mostrar signos cognitivos de envejecimiento a pesar de tener un cerebro envejecido se denomina reserva cognitiva.Esta hipótesis sugiere que dos pacientes pueden tener la misma patología cerebral, y que una persona experimenta síntomas clínicos perceptibles, mientras que la otra sigue funcionando con relativa normalidad. Los estudios sobre la reserva cognitiva exploran las diferencias biológicas, genéticas y ambientales específicas que hacen que algunas personas sean más resistentes al deterioro cognitivo que otras.

### Investigación

#### "Súper Envejecidos"
Recientemente, estudios de investigación longitudinales han realizado análisis genéticos de centenarios y sus descendientes para identificar factores protectores contra los efectos negativos del envejecimiento. En particular, el gen CETP está relacionado con la prevención del deterioro cognitivo y la enfermedad de Alzheimer. Específicamente, los homocigotos de CETP de valina, pero no los heterocigotos, experimentaron una disminución relativa de la memoria un 51% menor en comparación con un grupo de referencia después de ajustar por factores demográficos y el estado de APOE .

#### Estudio de monjas
Un estudio financiado por el Instituto Nacional del Envejecimiento (NIA) comenzó en 1986 y siguió a un grupo de 678 hermanas católicas romanas y registró los efectos del envejecimiento. Los investigadores utilizaron ensayos autobiográficos recopilados a medida que las monjas se iban incorporando a su hermandad. Los resultados sugieren que la densidad de ideas temprana, definida por el número de ideas expresadas y el uso de preposiciones complejas en estos ensayos, fue un predictor significativo de un menor riesgo de desarrollar la enfermedad de Alzheimer en la vejez. La menor densidad de ideas se asoció significativamente con un menor peso cerebral, una mayor atrofia cerebral y más ovillos neurofibrilares.
En 1994 se inició el Estudio sobre Órdenes Religiosas. Su financiación inicial también corrió a cargo de la NIA.

#### Inflamación del hipotálamo y GnRH
En un estudio de 2013, se sugirió que la inflamación del hipotálamo puede estar relacionada con el envejecimiento general de nuestro cuerpo. Se centraron en la activación del complejo proteico NF-κB en ratones sujetos a prueba, que mostró una mayor activación a medida que los ratones envejecían en el estudio. Esta activación no sólo afecta al envejecimiento, sino que afecta a una hormona conocida como GnRH, que ha mostrado nuevas propiedades antienvejecimiento cuando se inyecta en ratones fuera del hipotálamo, mientras que provoca el efecto contrario cuando se inyecta en el hipotálamo. Pasará algún tiempo antes de que esto pueda aplicarse a los humanos de manera significativa, ya que se necesitan más estudios sobre esta vía para comprender la mecánica de las propiedades antienvejecimiento de la GnRH.

#### Inflamación
Un estudio encontró que las células mieloides son impulsoras de un elemento de inflamación desadaptativo del envejecimiento cerebral en ratones y que esto puede revertirse o prevenirse mediante la inhibición de su señalización EP2.

#### Fluido cerebroespinal

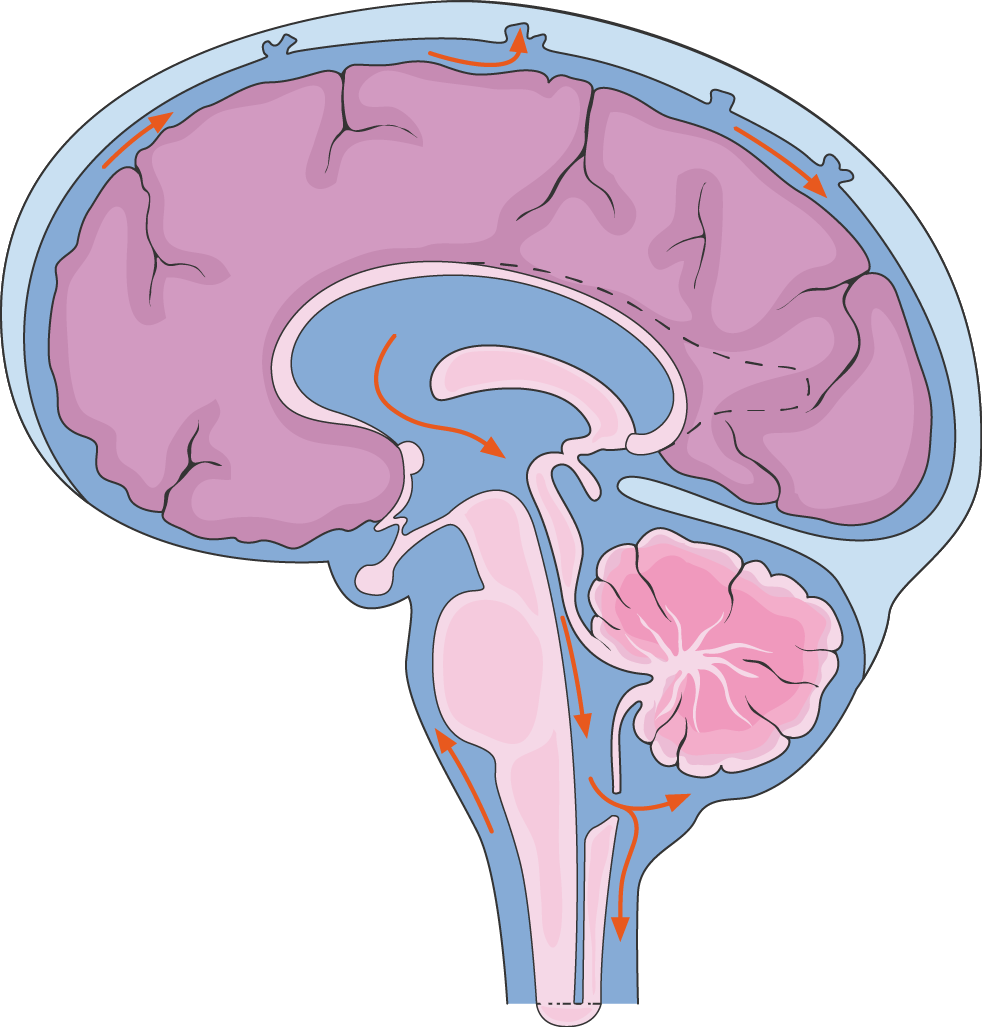
El líquido cefalorraquídeo circula en el espacio subaracnoideo alrededor del cerebro y la médula espinal, y en los ventrículos del cerebro.

Un estudio demostró que la infusión en cerebros envejecidos del líquido cefalorraquídeo que rodea las células cerebrales de ratones jóvenes rejuvenece aspectos del cerebro, lo que prueba que desempeña un papel en el envejecimiento cerebral e identifica, entre otras cosas, una proteína, la FGF17, como diana clave para posibles terapias, entre ellas la antienvejecimiento.
La membrana de tipo linfático subaracnoideo,  de cuyo descubrimiento se informó hacia 2023, desempeña probablemente un papel en las funciones del líquido cefalorraquídeo y, como barrera protectora y a la vez huésped de células inmunitarias que vigilan el cerebro en busca de infecciones e inflamaciones, parece estar sustancialmente implicada en las principales enfermedades cerebrales y en el envejecimiento del cerebro. Es "el anfitrión de una gran población de células mieloides, cuyo número aumenta en respuesta a la inflamación y el envejecimiento".

## Disparidades en el envejecimiento
Para determinados grupos demográficos, los efectos del envejecimiento cognitivo normal son especialmente pronunciados. Las diferencias en el envejecimiento cognitivo podrían estar ligadas a la falta de atención médica o a un acceso reducido a la misma y, en consecuencia, sufrir de forma desproporcionada resultados negativos en materia de salud. A medida que la población mundial crece, se diversifica y envejece, aumenta la necesidad de comprender estas desigualdades. 

### Raza

#### Afroamericanos
En los Estados Unidos, los grupos demográficos negros y afroamericanos experimentan desproporcionadamente disfunción metabólica con la edad. Esto tiene muchos efectos posteriores, pero el más destacado de ellos es el daño a la salud cardiovascular. Los perfiles de metabolitos del índice de envejecimiento saludable (una puntuación que evalúa la función neurocognitiva, entre otros correlatos de la salud a lo largo de los años) están asociados con las enfermedades cardiovasculares.La función cardiovascular saludable es fundamental para mantener la eficiencia neurocognitiva en la vejez. La atención, el aprendizaje verbal y la capacidad cognitiva están relacionados con la presión arterial diastólica, los niveles de triglicéridos y los niveles de colesterol HDL, respectivamente.

#### Latinos
En los EE. UU., el grupo demográfico latino tiene más probabilidades de desarrollar síndrome metabólico (la combinación de presión arterial alta, niveles elevados de azúcar en la sangre, niveles elevados de triglicéridos y obesidad abdominal) que no sólo aumenta el riesgo de eventos cardíacos y diabetes tipo II, sino que también se asocia a una menor función neurocognitiva durante la mediana edad.Esto ocurre a pesar de que la esperanza de vida de los latinos en EE. UU. es mayor que la de los blancos y los negros.
Entre las diferentes herencias latinas, la frecuencia del alelo ε4 del gen apoE4 que predispone a la demencia fue más alta entre los latinos caribeños (cubanos, dominicanos, puertorriqueños, 12,6–17,5 %) y más bajo entre los latinos continentales (mexicanos, centroamericanos y sudamericanos, 11,0–11,2 %). Al mismo tiempo, la frecuencia del alelo neuroprotector ε2 también fue más alta entre los latinos caribeños (5,2–8,6 %) y el más bajo para aquellos de ascendencia continental (2,9–3,9 %). Entre los latinos continentales, el más prevalente es el alelo ε3 "mediano": 85,2–86,2 % en comparación con 73,9–81,5% entre los latinos caribeños.

#### Pueblos indígenas
Las poblaciones indígenas son a menudo poco estudiadas en la investigación. Las revisiones de la literatura actual que estudia a nativos de Australia, Brasil, Canadá y Estados Unidos de participantes con edades comprendidas entre los 45 y los 94 años revelan tasas de prevalencia variadas para el deterioro cognitivo no relacionado con la demencia, desde el 4,4% al 17,7%. Estos resultados pueden interpretarse en el contexto de pruebas neurocognitivas culturalmente sesgadas, condiciones de salud preexistentes, acceso deficiente a la atención sanitaria, menor nivel educativo y/o edad avanzada.

### Sexo
En comparación con sus homólogos masculinos, las puntuaciones de las mujeres en el miniexamen del estado mental (MMSE) tienden a disminuir a un ritmo ligeramente más rápido con la edad. Los hombres con deterioro cognitivo leve tienden a mostrar más daño microestructural que las mujeres con deterioro cognitivo leve, pero parecen tener una mayor reserva cognitiva debido al mayor tamaño absoluto del cerebro y a la densidad neuronal. Como resultado, las mujeres tienden a manifestar síntomas de deterioro cognitivo en umbrales más bajos que los hombres. Este efecto parece estar moderado por el nivel educativo: la educación superior se asocia con un diagnóstico posterior de deterioro cognitivo leve a medida que aumenta la carga neuropatológica. Actualmente no se conocen estudios que identifiquen un patrón característico de deterioro cognitivo con la edad en personas transgénero .

### Factores socioeconómicos
El estatus socioeconómico es la interacción entre factores sociales y económicos. Se ha demostrado que los factores sociodemográficos pueden utilizarse para predecir hasta cierto punto los perfiles cognitivos de las personas mayores.Esto puede deberse a que las familias con un estatus socioeconómico (ESE) más alto están equipadas para proporcionar a sus hijos recursos desde el principio para facilitar el desarrollo cognitivo. En el caso de los niños de familias con un ESE bajo, cambios relativamente pequeños en los ingresos de los padres se asociaron a grandes cambios en la superficie cerebral; estas pérdidas se observaron en áreas asociadas con el lenguaje, la lectura, las funciones ejecutivas y las habilidades espaciales. Mientras tanto, para los niños de familias con un ESE alto, los pequeños cambios en los ingresos de los padres se asociaron con pequeños cambios en la superficie de estas regiones.Con respecto al grosor cortical global, los niños de ESE bajo mostraron un descenso curvilíneo del grosor con la edad, mientras que los de ESE alto mostraron un descenso lineal más pronunciado, lo que sugiere que el recorte sináptico es más eficiente en este último grupo. Esta tendencia era especialmente evidente en las circunvoluciones fusiforme izquierda y temporal superior izquierda, áreas críticas para el lenguaje y la alfabetización.
Un estudio demostró que los usuarios mayores de 50 años del programa dietético SNAP "tuvieron aproximadamente 2 años menos de envejecimiento cognitivo en un período de 10 años en comparación con los no usuarios", a pesar de no tener casi ninguna condición para la sostenibilidad y salubridad de los productos alimenticios comprados con los cupones (o cupones-créditos).